# 20. Flak-Division
La 20. Flak-Division (20e division de Flak) est une division de lutte antiaérienne de la Luftwaffe allemande au sein de la Wehrmacht durant la Seconde Guerre mondiale.

## Historique
Une première 20. Flak-Division est mise sur pied le 13 novembre 1942 à Leipzig en Allemagne pour être envoyée en Afrique du Nord en soutien du corps expéditionnaire germano-italien pour coordonner l'ensemble des batteries anti-aériennes de la 5. Panzer-Armee. Elle y rejoint la 19. Flak-Division et assure la protection des installations portuaires de Bizerte et de Tunis.
La division participe aux ultimes combats en Tunisie avant de se rendre avec son chef, le Generalleutnant Georg Neuffer (en) le 10 mai 1943 aux Alliés.
Une seconde 20. Flak-Division est mise sur pied le 1er octobre 1943 à Belgrade pour contrôler les unités de défense anti-aériennes en Yougoslavie avant de capituler le 8 mai 1945.

## Commandement
| Début            | Fin             | Grade           | Nom                               |
| ---------------- | --------------- | --------------- | --------------------------------- |
| 12 novembre 1942 | 10 mai 1943     | Generalleutnant | Georg Neuffer (en)                |
| Reconstitution   |                 |                 |                                   |
| 1er octobre 1943 | Octobre 1944    | Generalmajor    | Otto Sydow (en)                   |
| Octobre 1944     | 30 octobre 1944 | Oberst          | Dr Hermann Rudhart                |
| 30 octobre 1944  | 19 janvier 1945 | Oberst          | Johann-Wilhelm Doering-Manteuffel |
| 19 janvier 1945  | 22 mai 1945     | Generalmajor    | Theodor Herbert                   |
| 22 mai 1945      | 8 mai 1945      | Oberst          | Ernst Schluchtmann                |

### Chef d'état-major (Ia)
| Début           | Fin      | Grade     | Nom           |
| --------------- | -------- | --------- | ------------- |
| Novembre 1942   | Mai 1943 | Major     | Werner Britze |
| 29 octobre 1943 | Mai 1945 | Hauptmann | Rolf Silber   |

## Organisation

### Rattachement
| Début             | Fin          | Commandement              |
| ----------------- | ------------ | ------------------------- |
| 13 novembre 1942  | 10 mai 1943  | Luftflotte 2              |
| 1er novembre 1943 | Octobre 1944 | Luftwaffenkommando Südost |
| Octobre 1944      | 8 mai 1945   | V. Flakkorps (de)         |

### Unités subordonnées
Organisation du 1er mars 1943 :
- Stab/Flak-Regiment 78 (Flakgruppe Tunis)
- Flakgruppe Bizerta
- Flakgruppe Soussa
- Luftnachrichten-Abteilung 140

Reformation le 1er novembre 1943 à partir du Inspizient der Flakartillerie beim Luftwaffenkommando Südost

- Pas d'unité rattachée jusqu'en décembre 1943

Organisation du 1er janvier 1944 :
- Stab/Flak-Regiment 38 (mot.)
- Stab/Flak-Regiment 40 (mot.)
- Luftnachrichten-Betriebs-Kompanie 140
- Stab/Flak-Regiment 37 (mot.) - Rejoint la division en septembre 1944

### Articles
- Collectif, 20. Flak-Division, in Batailles & Blindés hors-série no 26, Éditions Caraktère, décembre 2014/janvier 2015

### Livres
- Georges Bernage et François de Lannoy, Dictionnaire historique : la Luftwaffe, la Waffen-SS, 1939-1945, Bayeux, Éditions Heimdal, 1998, 480 p. (ISBN 978-2-84048-119-5, OCLC 42934551)
- (de) Karl-Heinz Hummel:Die deutsche Flakartillerie 1935 - 1945 - Ihre Großverbände und Regimenter, VDM Heinz Nickel, 2010